# ارتش غربی ژاپن
ارتش غربی ژاپن (انگلیسی: Western Army) یکی از پنج ارتش میدانی منطقه‌ای نیروی زمینی دفاع‌ازخود ژاپن است. ستاد مرکزی این ارتش در شهر کوماموتو، کیوشو، استان کوماموتو قرار دارد. مسئولیت ارتش غربی دفاع از کیوشو و استان اوکیناوا است. ارتش غربی ژاپن در سال ۱۹۵۵ تأسیس شد.
فرمانده منطقه‌ای یک سپهبد است که دو لشکر و یک تیپ به عنوان نیروهای اصلی آن، همچنین ۲۷ پادگان، هشت پادگان فرعی و هشت ستاد همکاری محلی در حوزه قضایی ارتش غربی ژاپن قرار دارند.